# Langbürgner See
Der Langbürgner See ist der mit etwa einem Quadratkilometer Fläche größte der 18 Seen im Naturschutzgebiet Eggstätt-Hemhofer Seenplatte nordwestlich des Chiemsees und liegt im östlichen Landkreis Rosenheim.

## Geographische Lage
Der buchtenreiche Langbürgner See liegt etwa einen Kilometer nördlich der westlichsten Bucht Aiterbacher Winkel des Chiemsees und gut einen Kilometer südöstlich des Dorfes Hemhof von Bad Endorf. Die Seefläche gehört zur Gänze zu Bad Endorf, die Nachbargemeinde Breitbrunn am Chiemsee grenzt jedoch im Nordosten und Osten lange an den See, im Süden die Gemeinde Rimsting. Der namengebende Weiler Langbürgen liegt weniger als 150 Meter von der Uferlinie entfernt auf Breitbrunner Gemeindegebiet. Der Langbürgner See liegt im Süden des im Jahre 1939 eingerichteten Naturschutzgebietes, das eines der ältesten Bayerns ist und zu dem hier auch weit über den Seerand hinaus Umland gehört.
Die einzige Insel im See erstreckt sich 300 Meter lang von Westen nach Osten, ist maximal 50 Meter breit und hat eine Fläche von rund 1,2 ha und wird heute öfters Robinsoninsel genannt.

## Entstehung
Entstanden ist der Langbürgner See vor mehr als 10.000 Jahren zum Ende der Würmeiszeit, der jüngsten Vereisungsphasen in Mitteleuropa. Der Chiemseegletscher und der Inngletscher zogen sich damals langsam hinter ihre nördlichste Gletscherfront zurück, die noch nördlich über das Gebiet der heutigen Seenplatte hinausragte. Innerhalb ihrer Endmoränen blieben die für das Alpenvorland typischen Eiszerfallslandschaften zurück. Zusammen mit weiteren charakteristischen Toteislöchern und Moränenwällen bildet der Langbürgner See heute das Herzstück des Naturschutzgebietes Hemhof-Eggstätter-Seenplatte, die dem „Ur-Chiemsee“ zugerechnet wird.
Der Simssee nur wenige Kilometer im Westen ist der letzte Rest des weitgehend entwässerten ehemaligen Rosenheimer Sees, der durch den Inngletscher zur gleichen Zeit entstand.

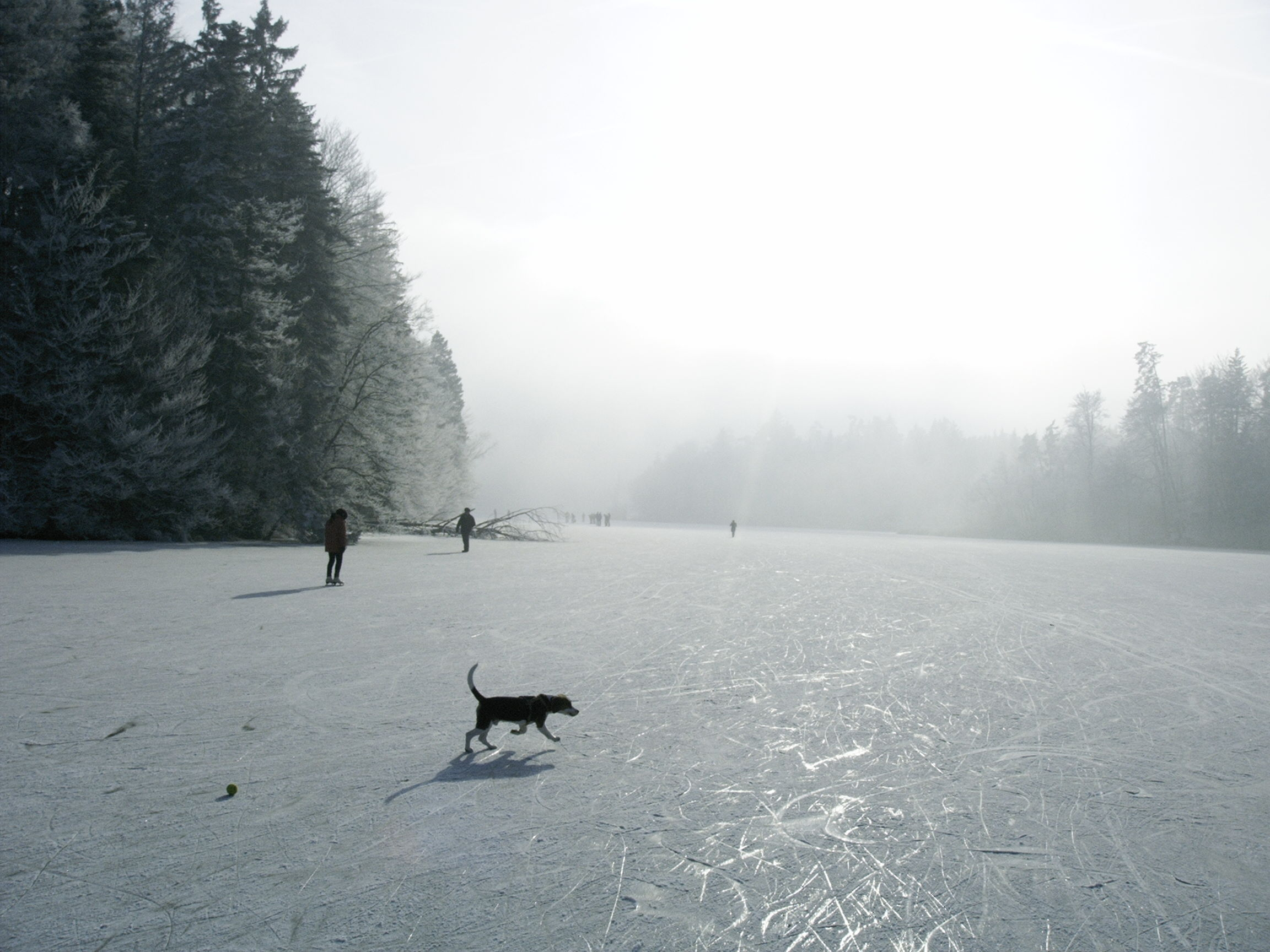
Zugefrorener See
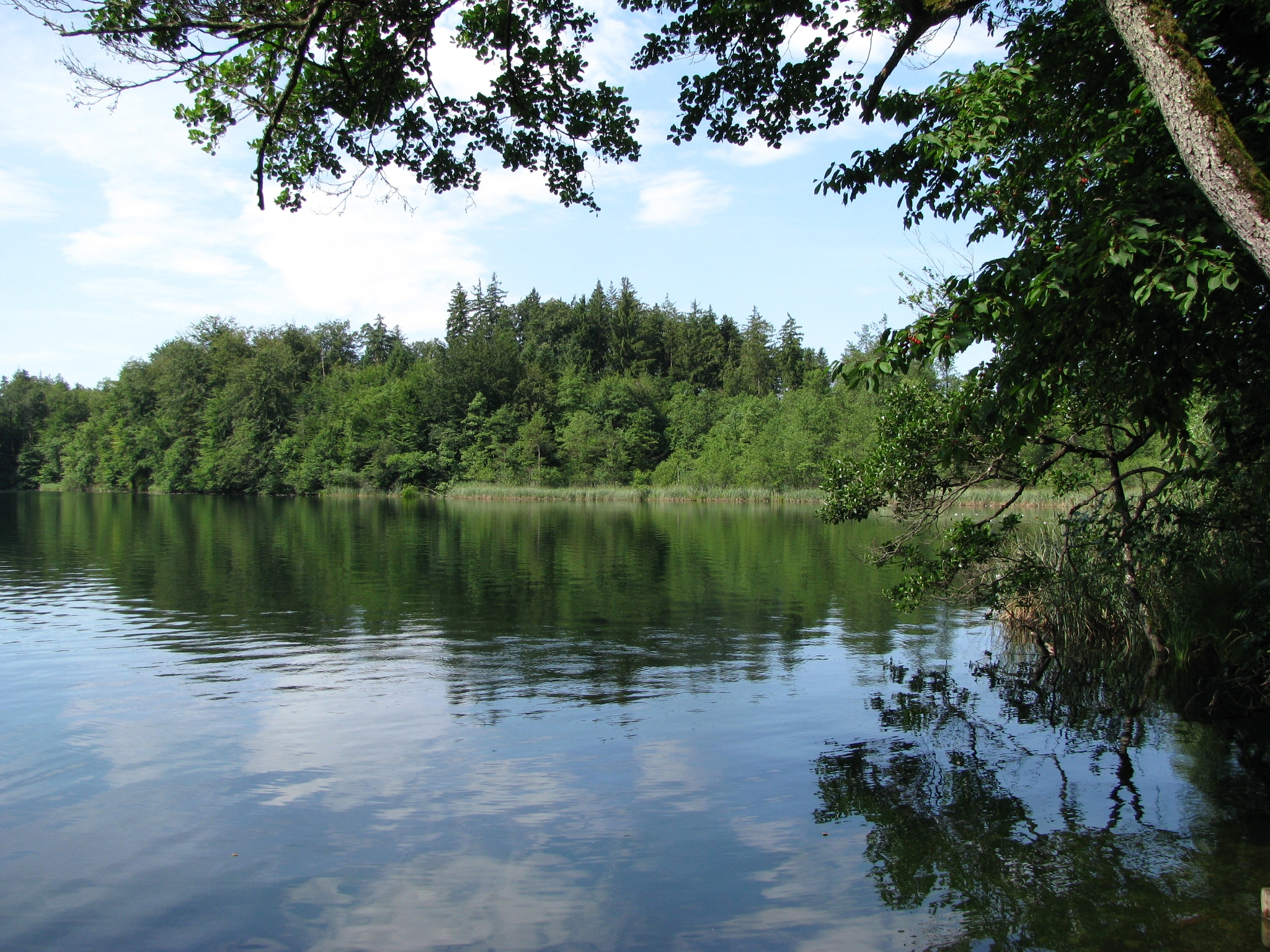
Der See im Norden bei Hartmannsberg
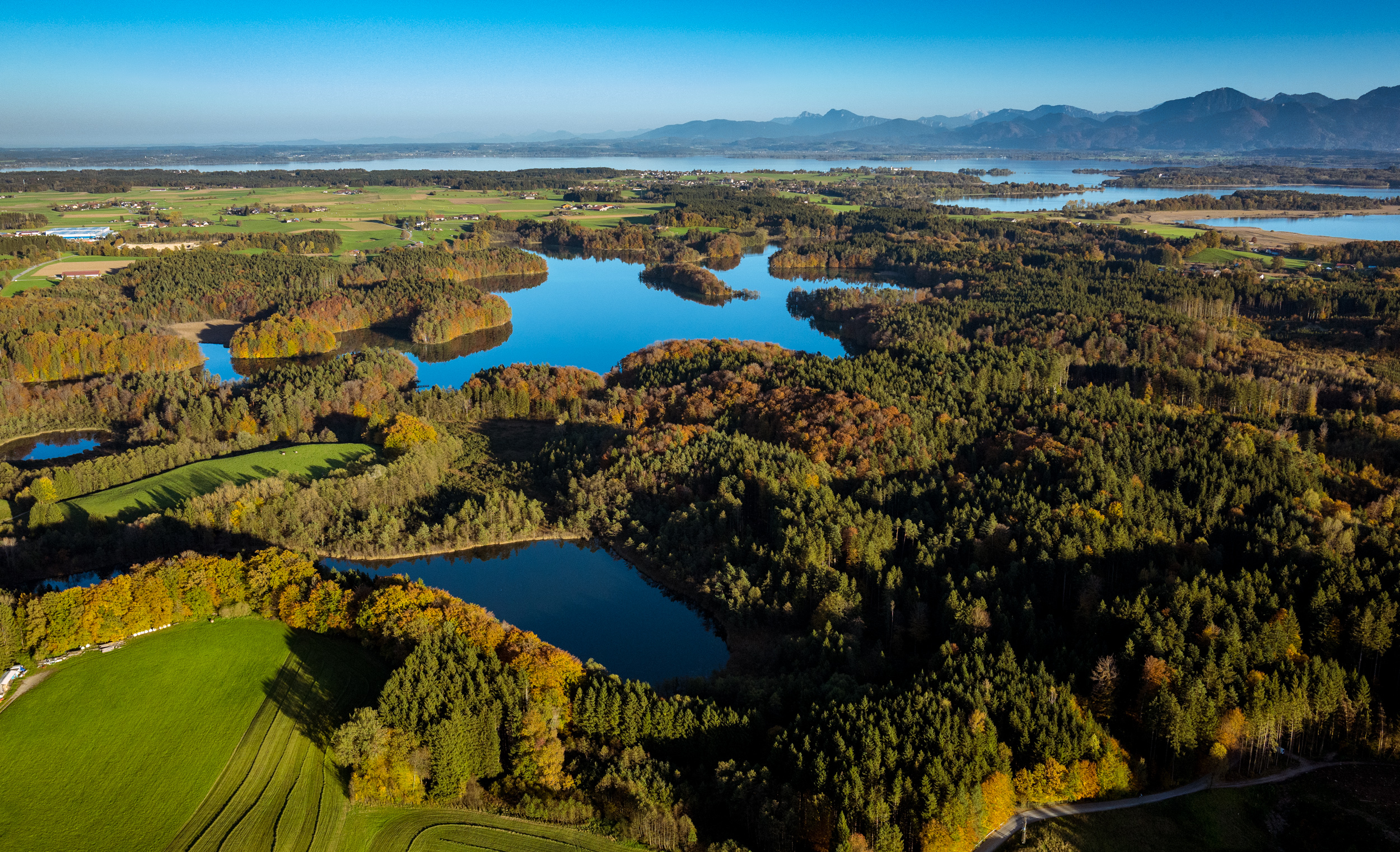
Luftaufnahme aus 2022